# Ushetu (Distrikt)
Ushetu ist ein Distrikt im Nordwesten von Tansania. Er ist Teil der Region Shinyanga, das Verwaltungszentrum liegt in der Stadt Kahama. Der Distrikt grenzt im Norden an die Region Geita, im Osten an den Distrikt Kahama (MC) und im Süden an die Region Tabora. 

## Geographie
Ushetu hat eine Fläche von 5311 Quadratkilometern und 390.593 Einwohner. Das Land liegt auf dem tansanischen Hochland etwa 1200 Meter über dem Meer und ist zu 80 Prozent eine Ebene, die durch saisonal geflutete Täler und von bis zu 300 Meter hohen Hügeln durchbrochen wird. Ushetu besteht aus rund 2000 Quadratkilometern Ackerland, 1000 Quadratkilometern Weidefläche und 1000 Quadratkilometern Wald und Buschland. Etwa 1000 Quadratkilometer entfallen auf unfruchtbares Gebiet wie Hügel und Felsen.
Das Klima in Ushetu ist tropisch. Im Jahresdurchschnitt fallen 973 Millimeter Regen, der Großteil davon in den Monaten November bis April. Besonders von Juni bis September ist es sehr trocken. Die Durchschnittstemperatur liegt zwischen 21,7 Grad Celsius im Dezember und 25,1 Grad im Oktober.

## Geschichte
Der Distrikt wurde 2012 mit der Teilung des Distriktes Kahama in die drei Teile Ushetu, Msalala und Kahama (MC) gegründet.

## Verwaltungsgliederung
Ushetu besteht aus 20 Bezirken (Kata):
- Bukomela
- Bulungwa
- Chona
- Chambo
- Igunda
- Idahina
- Kinamapula
- Igwamanoni
- Kisuke
- Mapamba
- Mpunze
- Nyamilangano
- Nyankende
- Sabasabini
- Ubagwe
- Ukune
- Ulewe
- Ushetu
- Ulowa
- Uyogo

## Bevölkerung
Die größten Ethnien in Ushetu sind die Sukuma, Sumbwa und die Nyamwezi.

## Einrichtungen und Dienstleistungen
- Bildung: Im Distrikt befinden sich 99 staatliche Grundschulen und 15 weiterführende Schulen.[7] Im Jahr 2013 war das Lehrer-Schüler-Verhältnis 1:49. Für je 4 Schüler gibt es einen Schreibtisch, jeweils 3 Schüler teilen sich ein Buch.[8]
- Im Distrikt gibt es kein Krankenhaus. Für je 40.000 Menschen steht ein Gesundheitszentrum zur Verfügung, für je 5.000 Einwohner eine Apotheke.[9]

## Wirtschaft und Infrastruktur
- Landwirtschaft: Rund 85 Prozent der Bevölkerung leben von der Landwirtschaft. Die Betriebsgrößen liegen zwischen 0,4 und 20 Hektar. Überwiegend angebaut werden Reis, Baumwolle, Tabak, Mais, Hülsenfrüchte, Sorghum, Maniok und Süßkartoffeln. Daneben werden um die Höfe Mangos, Zitronen, Limetten, Grapefruits, Orangen, Bananen, Guaven und Papaya, sowie an einigen Stellen auch  Cashewnüsse geerntet.[10]
- Wald: Mehr als 200.000 Hektar der Fläche sind bewaldet. Durch Haustierhaltung und Schlägerungen zur Brennholzgewinnung nimmt der Waldbestand ab.[11]
- Produktion: Neben der Landwirtschaft gibt es kleine Industriebetriebe, die Bergbau betreiben, landwirtschaftliche Produkte verarbeiten und Gewerbebetriebe wie Tischlereien, Schmieden und Schneidereien.[12]
- Straßen: Es gibt im Distrikt keine Nationalstraßen.[13] Die Distrikt-Straßen (600 Kilometer) und Zubringerstraßen (1000 Kilometer) sind teilweise geschottert, größtenteils aber Naturstraßen, sodass nur etwa 500 Kilometer das ganze Jahr befahrbar sind.[14]

## Politik
Der Distrikt besteht aus einem Wahlkreis. Gewählt werden je ein Vertreter der 20 Gemeinden, 7 Kandidaten für Frauensitze, also 27 Ratsmitglieder, und 1 Abgeordneter. Bürgermeister ist seit 2013 Gagi Lala Gagi von der Partei CCM.

## Sonstiges
- Das Wildschutzgebiet Ushetu/Ubagwe ist eine 90.000 Hektar große Pufferzone um den Kigosi-Nationalpark.[11]